# Serra Mitjana (Vinaixa)
La Serra Mitjana és una serra situada al municipi de Vinaixa a la comarca de les Garrigues, amb una elevació màxima de 573 metres.